# Aloisov (Kyje)
Aloisov (německy Aloisdorf) byla osada, která v roce 1812 vznikla pod Lehovcem na břehu Kyjského rybníka v místě, kde stával dvůr náležející knížecímu rodu Lichtenštejnů, konkrétně císařskému generálovi Aloisu Gonzagovi z Lichtenštejna (1780–1833), podle něhož byla osada pojmenována. 

## Historie
Podle gruntovní knihy z roku 1813 byla tato osada nazvána Aloisdorf. Nikoli z vděčnosti osadníků, jak se tradovalo, ale z rozhodnutí vrchnostenských úředníků vzniklo jméno, které si lidé počeštili na Aloisof. Od knížete, který zde svůj dvůr zrušil, dostali rozparcelované pozemky na chalupy, malý dvorek a zahrádku. Parcely jednotlivých domků s doškovými střechami sahaly, stejně jako dodnes, od lesa (lesíka) přes prašnou neboli blátivou cestu a hnojiště zahradami až k hladině rybníka, který byl lemován keři s stromy.
Dnes se břeh rybníka značně rozšířil hlavně kvůli čištění rybníka v 60. a 70. letech 20. století. Teprve mnohem později se v početných rodinách začaly parcely dělit a vznikala druhá řada domků, oddělená cestou – dnešní Tálínskou ulicí (dříve ulice Aloisov). Narodilo se tu mnoho dětí, které přes pastviska Pod háji (říká se i Pod hájem) chodily do chudé školy a v rybníce se zaučovaly v rybářském pytláctví, majíce se na pozoru před panským porybným, který obcházel rozlehlou hráz.
V roce 1850 byl Aloisov spolu s Hostavicemi připojen ke Kyjím.